# Герб Гурзуфа
Герб Гурзуфа затверджений 25 квітня 2008 року рішенням Гурзуфської селищної ради. Розроблений авторською групою у складі: О. Маскевич і О. Шевченко. Герб є промовистим.

## Опис герба (блазон)
Щит перетятий вузькою балкою срібних хвиль, у верхньому синьому полі стилізована під ведмедя золота гора, над якою вгорі дві срібні чайки та золоте 12-променеве сонце, а зліва внизу – срібне вітрило, у нижньому червоному полі золота антична галера зі срібним вітрилом.

## Зміст символів
Ведмідь символізує назву селища (Урзус з лат. – «ведмідь»), а також один з основних символів Південного берега Криму – гору Аю-Даг, біля якої розкинулось поселення. Галера вказує на давню, драматичну історію освоєння гурзуфської землі. Синій колір уособлює красу та велич, синє море та блакитне небо, червоний – самовідданість, силу та працю. Хвилі означають Чорне море.